# James L. Gelvin
James L. Gelvin (nació el 12 de febrero de 1951) es un académico norteamericano especializado en historia del Oriente Medio. Ha sido miembro de la facultad en el departamento de historia de la Universidad de California, Los Ángeles (UCLA) desde 1995. Ha escrito extensamente sobre la historia del Oriente Medio moderno, con particular énfasis  sobre sus nacionalismos y su historia cultural y social.

## Biografía
Gelvin obtuvo su licenciatura de la Universidad de Columbia en 1983, Master de la Escuela de Estudios Internacionales de la Universidad de Columbia en 1985 y el doctorado de la Universidad de Harvard en 1992. 
Antes de incorporarse a la facultad en la  UCLA, enseñó en el  Instituto Tecnológico de Massachusetts (MIT), el Boston Collegey la Universidad de Harvard.
Ha sido socio del Centro Internacional para Académicos Woodrow Wilson (1999–2000) y recibió la beca U. C. presidencial  de investigación en humanidades de (1999–2000). Entre 2002 y 2003 fue profesor invitado Sheikh Zayed bin Sultan Al Nahyan de historia en la Universidad Americana de Beirut.

## Premios
In 2015, la Asociación de estudios de Medio Oriente honró a Gelvin con su premio de enseñanza universitaria, citando su "sobresaliente compromiso con    la práctica y contenidos de enseñanza universitaria, a través de la ejecución de sus clases, su formación de generaciones futuras de profesores universitarios, y su buena acogida de libros de texto universitarios... Los logros de James Gelvin, como profesor y en los materiales de enseñanza que ha creado para otros, ejemplifica el tipo de profesor universitario que este tipo de premio quiere reconocer".

## Trabajos de Gelvin
Libros
- The Contemporary Middle East in an Age of Upheaval (editor, Stanford University Press, 2021).
- The New Middle East: What Everyone Needs to Know (Oxford University Press, 2017).
- Global Muslims in the Age of Steam and Print, 1850-1930 (co-editor, University of California Press, 2013).
- The Arab Uprisings: What Everyone Needs to Know (Oxford University Press, 2012, 2015).
- Israel Palestine Conflict: One Hundred Years of War (Cambridge, ENG: Cambridge University Press, September 2005, 2007, 2013, 2021).
- The Modern Middle East: A History (New York: Oxford University Press, 2004, 2007, 2010, 2015, 2020).
- Divided Loyalties: Nationalism and Mass Politics in Syria at the Close of Empire (Berkeley: University of California Press, 1998).

Artículos
- “The Arab Uprisings: Lessons to be Learned (and Unlearned),” Forum: “Arab Springs,” Il Mestiere di Storico 5:1 (March 2013).
- “‘Modernity,’ ‘Tradition,’ and the Battleground of Gender in Early Twentieth-Century Damascus,” Die Welt Des Islams (Winter 2012).
- “‘Coup-Proof?” History Today (August 2011).
- “Nationalism, Anarchism, Reform: Understanding Political Islam  from the Inside Out,” Middle East Policy XVII, 3 (Fall 2010).
- “‘Arab Nationalism’ Meets Social Theory,” “Pensée: ‘Arab Nationalism’: Has a New Framework Emerged?," International Journal of Middle East Studies 41 (2009).
- “Al-Qaeda and Anarchism: A Historian’s Reply to Terrorology,” and “Al-Qaeda and Anarchism: A Historian’s Reply to Terrology: Response to Commentaries,” Terrorism and Political Violence 20:4 (2008).
- “The Politics of Notables Forty Years After,” Middle East Studies Association Bulletin, 40:1 (June 2006).
- “Globalization, Religion, and Politics in the Middle East: The Current Crisis in Historical Perspective,” Global Development Studies (Winter 2004/Spring 2005).
- “Islamism and Nationalism: Common Roots, Common Destinies,” Beiruter Blaetter: Mitteilungen des Orient-Institutes Beirut, 10-11 (March 2004).
- “Zionism and the Representation of ‘Jewish Palestine’ at the New York World’s Fair, 1939-1940” The International History Review XXII:1 (March 2000).
- "Modernity and Its Discontents: On the Durability of Nationalism in the Arab Middle East," Nations and Nationalism 5:1 (January 1999).
- "The League of Nations and the Question of National Identity in the Fertile Crescent," in World Affairs (Summer 1995).
- "The Social Origins of Popular Nationalism in Syria: Evidence for a New Framework," in International Journal of Middle East Studies (November 1994).
- "Demonstrating Communities in Post-Ottoman Syria," in The Journal of Interdisciplinary History XXV:I (Summer 1994).

Capítulos en volúmenes editados
- “A New Middle East?” in James L. Gelvin (ed.), The Contemporary Middle East in an Age of Upheaval (Stanford: Stanford University Press, 2021).

- “The Syrian Civil War and the New Middle East,” in James L. Gelvin (ed.), The Contemporary Middle East in an Age of Upheaval (Stanford: Stanford University Press, 2021).
- “The Arab Uprisings of 2010-11,” in David Motadel (ed.), Revolutionary World: Political Upheaval in the Global Age (Cambridge University Press, 2021).
- “Religion, State, and Society in the New Middle East,” in Catalin-Stefan Popa (ed.), From Polarization to Cohabitation in the New Middle East (Harrassowitz Verlag, 2020).
- “Nationalism in the Arab Middle East: Resolving Some Issues,” in Larbi Sadiki (ed.), Routledge Handbook on the Politics of the Middle East (Abingdon, Oxon, UK: Routledge, 2020).
- "Comprendiendo las insurrecciones árabes," in G. Conde et al. (eds.), Mundo árabe: Levantamientos populares, contextos, crisis y reconfiguraciones (Ciudad de México: El Colegio de México/CIDE, 2015).
- “Was There a Mandates Period?  Some Concluding Thoughts,” in Cyrus Schayegh and Andrew Arsan (eds.) The Routledge Handbook of the History of the Middle East Mandates (New York: Routledge, 2015).
- “Reassessing the Recent History of Political Islam in Light of the Arab Uprisings,” in Fahed Al-Sumait et al. (eds.), Conceptualizing the Arab Uprisings: Origins, Dynamics, and Trajectories (New York: Rowman & Littlefield, 2014).
- “The Arab World at the Intersection of the Transnational and National,” in David W. Lesch and Mark Haas (eds.), The Arab Spring: Change and Resistance in the Middle East (Boulder, CO: Westview Press, 2012)
- “American Global Economic Policy and the Civic Order in the Middle East,” Michael Bonine et al., Is There a Middle East? (Stanford, CA: Stanford University Press, 2012).
- “The Middle East Breasted Discovered,” in Geoff Emberling and John Larson (eds.), Pioneers to the Past: American Archaeologists in the Middle East, 1919-20 (Chicago: Oriental Institute, 2010).
- “Resolution of the Syrian General Congress—1919,” in Neil Schlager (ed.), Milestone Documents in World History (Dallas: Schlager Group, 2010).
- “Post Hoc Ergo Propter Hoc?: Reassessing the Lineages of Nationalism in Bilad al-Sham,” in Thomas Philipp and Christoph Schumann (eds.), From the Syrian Land to the State of Syria (Würtzburg: ERGON Verlag, 2004).
- “T.E. Lawrence and Historical Representation,” in Charles Stang (ed.), The Waking Dream of T.E. Lawrence: Essays on His Life, Literature, and Legacy (New York: St. Martin’s Press, 2002).
- “Secularism and Religion in the Arab Middle East: Reinventing Islam in a World of Nation States,” in Derek R. Peterson and Darren Walhof (eds.), The Invention of Religion: Rethinking Belief and Politics in History (New Brunswick, NJ: Rutgers University Press, 2002).
- “Developmentalism, Revolution, and Freedom in the Arab Middle East: The Cases of Egypt, Syria, and Iraq,” in Robert H. Taylor (ed.), The Idea of Freedom in Asia and Africa (Stanford: Stanford University Press, 2002).
- "(Re)Presenting Nations: Demonstrations and Nationalisms in Pre-Mandate Syria," in F. Moge Gocek (ed.), Social Constructions of Nationalism in the Middle East (Albany: SUNY Press, 2002).
- “Napoleon in Egypt as History and Polemic,” in Irene Bierman (ed.), Napoleon in Egypt (Reading, ENG: Ithaca Press, 2003).
- “The Other Arab Nationalism: Syrian/Arab Populism in Its Historical and International Contexts" in James Jankowski and Israel Gershoni (eds.), Rethinking Nationalisms in the Arab World (New York: Columbia University Press, 1997).
- "The Ironic Legacy of the King-Crane Commission," in David W. Lesch (ed.), The United States in the Middle East: A Historical Reassessment (Boulder: Westview Press, 1995).

Audiolibros
- “Palestine, Zionism, and the Arab-Israeli Conflict,” 24-part lecture series, The Teaching Company, 2002. Según la página web[5] del autor en UCLA, es ahora distribuido oficialmente como un archivo torrent